# Oxaea festiva
Oxaea festiva är en biart som beskrevs av Smith 1854. Oxaea festiva ingår i släktet Oxaea och familjen grävbin. Inga underarter finns listade i Catalogue of Life.